# Michael W. Udow
Michael William Udow (Detroit, 10 maart 1949) is een hedendaags Amerikaans componist en slagwerker.

## Biografie
Udow studeerde met een studiebeurs van de Fullbright Foundation in 1972 in Warschau en aansluitend aan de Universiteiten van Illinois, Missouri en Michigan. Hij werd docent aan de School of Music van de Universiteit van Michigan in Ann Arbor. 
Als solist verzorgt hij optredens in internationale (concert)gebouwen en op festivals zoals in het Stedelijk Museum Amsterdam, Interlink Festival Tokyo, Rhein Musik Festival Düsseldorf, Aspekte Festival Salzburg, Dartington Dance Festival Engeland en de International Percussion Days Tübingen. Met de marimba virtuoos Keiko Abe tred hij samen op in concerten in de Verenigde Staten en in Japan, tijdens een drie weken durende tournee door Japan. Als soloslagwerker voerde hij de Amerikaanse première van We Come to the River van Hans Werner Henze met het orkest van de Santa Fe Opera uit. Hij was ook solist bij het Buffalo Philharmonic Orchestra in de wereldpremière van Between, voor solo percussie en orkest, van David Felder.
Sinds 1968 is hij slagwerker in het orkest van de Santa Fe Opera. Verder is hij lid van de Summit Brass en van de dans- en slagwerkgroep Equilibrium. 
Udow is professor voor slagwerk aan de School of Music van de Universiteit van Michigan in Ann Arbor. Met het slagwerkensemble van deze Universiteit had hij concerten in het Lincoln Center en de Merkin Hall in New York, in de Seimei Hall van Tokio met de percussie-groep Pro Musica Nipponia, in de National Concert Hall of Taiwan in Taipei voor het openingsconcert tijdens het Taiwan International Percussion Festival.

## Composities

### Werken voor harmonieorkest
- 1978 rev. 1988 Remembrance, solo voor slagwerkensemble en harmonieorkest
- 1983 Threnody II, voor blazers, een slagwerker en geluidsband
- 1988 Shadow Songs III, voor blazers en een slagwerker
- 1989 Sandsteps II, voor blazers en een slagwerker (vibrafoon, 5 toms, wood block)

### Toneelwerken

#### Opera's
- 1987 The shattered mirror, percussion-opera, voor een variabele aantal slagwerkers

### Kamermuziek
- 1971 Concerto for a percussionist, en strijkkwartet
- 1976 Barn burner, voor slagwerk solo, trombone en piano
- 1977 Old News, voor trompet en slagwerk
- 1979 Vistas, voor basklarinet en een slagwerker
- 1997 The enchanted Land, voor hobo en twee slagwerkers
- Dreams from a Bayou - Long ago but not forgotten, voor fluit en vibrafoon

### Werken voor slagwerk
- 1965 Suite for Jazz Drums and 4 Hand clappers
  1. bassa nova
  2. waltz
  3. 5/4 jazz section
- 1967 Los Dioses Aztecas, voor slagwerk-ensemble (samen met: Gardner Read)

The Aztec Gods
- 1. Xiuhtecuhtli: Dios del Fuego (Gods of Fire)
  2. Tlaloc: Dios de la Lluvia (Gods of Rain)
  3. Tezcatlipoca: Dios de la Noche (Gods of Night)
  4. Huitzilopochtli: Dios de la Guerra (Gods of War)
- 1969 Two transparent structures, voor marimba solo en slagwerk-kwartet
- 1970 African Welcome Piece, voor slagwerk-ensemble
- 1973 Acoustic composition nr. 1, voor 1 tot 5 slagwerkers en geluidsband
- 1973 Fracture, voor vibrafoon en andere slagwerkers
- 1973 Acoustic study nr. 1, voor een slagwerker
- 1973 Housekeeping Dance for table, chairs and Geranium, voor slagwerker en danser
- 1974 Four Movements, voor 4 tot 16 slagwerkers
  1. Shake
  2. Scrape
  3. Rub
  4. Strike
- 1974 Duet, voor een slagwerker en een danser
- 1976 Pole Wrapping, voor slagwerk, danser en geluidsband
- 1977 6 X 6 Scanning, voor zes slagwerkers
- 1977 Limits, voor drie slagwerkers, acteuren en dansers
- 1978 Timbrack Quartet, voor vier slagwerkers
- 1978 Bog Music, voor solo slagwerk en drie slagwerkers
- 1979 A Bird whipered, "Your Children Are Dying", voor vijf slagwerkers
- 1980 Illusion, voor vijf slagwerkers
- 1980 As the Wind colors, theatermuziek voor 4 gongs
- 1983 Music for cross-cultures no. 1, voor twaalf slagwerkers
- 1985 Threnody, voor solo slagwerk en geluidsband
- 1986 Shadow Songs I, voor 21 slagwerkers
- 1988 Shadow Songs IV, voor marimba solo en 3 tot 8 slagwerkers (opgedragen aan Keiko Abe)
- 1988 Dance foor for J.P.C., voor 8 slagwerkers
- 1988 Sandstaps I, voor slagwerk duo
- 1988 Thoughts from almost near somewhere, suite, voor een variabele aantal van slagwerkers over zes
- 1990 Flashback, voor 2 marimba's, vibrafoon en een slagwerker
- 1991 Dinosour Dance, voor pauken solo en 4 slagwerkers
- 1993 Toyama, voor slagwerk-ensemble (gecomponeerd voor de Toyama, Japan Percussion Festival in 1993)
- 1995 Coyote dreams, voor marimba - 5 octaven - en 3 slagwerkers (In 1996 winnaar op de World Marimba Competition-Stuttgart en in 1995 winnaar op de Luxembourg International Marimba Competition)
- 1997 Token City, voor slagwerk-ensemble  (samen met: Muriel Magenta)
- Soloetüde IV for multiple percussion

### Werken voor piano
- 1978 Cycle, Retrace, Progress, be still, voor piano (of: vibrafoon) en danser

- Gemeinsame Normdatei: 1089790201
- International Standard Name Identifier: 0000 0003 8502 9963
- Library of Congress Control Number: no89007297
- MusicBrainz: abadb7a3-793f-4e21-8595-b75a7433a8f2
- Système universitaire de documentation: 178424455
- Virtual International Authority File: 21699149
- WorldCat: E39PBJmtvFTCgrdg4xwy96PRKd